# Икс-клуб
Икс-клуб (X Club) — лондонский обеденный клуб, объединявший ведущих ученых и интеллектуалов викторианской Англии, таких как Томас Гексли, Джон Тиндаль, Джозеф Гукер, Джон Леббок, Уильям Споттисвуд, Эдвард Франкленд и Герберт Спенсер. Регулярно собираясь на званые обеды в лондонских ресторанах, члены клуба обсуждали актуальные вопросы науки и общественной жизни. Встречи происходили каждый первый четверг месяца, за исключением июля, августа и сентября. Расцвет клуба пришелся на 1865-1880 гг. Благодаря тому, что члены клуба занимали важные административные посты, их встречи и дискуссии оказывали большое влияние на образовательную и академическую политику.
Члены клуба начали стареть и в конце 1880-х годов некоторые из них переехали из Лондона. Когда посещаемость стала резко сокращаться, заговорили о закрытии клуба. Последняя встреча прошла без церемоний в марте 1893 года, и на ней присутствовали только Франкленд и Гукер.